# Poulan
Pour la commune française, voir Poulan-Pouzols. Pour la municipalité américaine, voir Poulan (Géorgie).
 (juillet 2016).
Si vous disposez d'ouvrages ou d'articles de référence ou si vous connaissez des sites web de qualité traitant du thème abordé ici, merci de compléter l'article en donnant les références utiles à sa vérifiabilité et en les liant à la section « Notes et références ».
Poulan est une marque d'équipement motorisé de jardinage détenue par le groupe suédois Husqvarna AB.

## Histoire
À l'origine, Poulan est une compagnie américaine indépendante établie à Shreveport en Louisiane, fondée sous la raison sociale « Poulan Saw Co ». en 1946 par Claude Poulan. La société Poulan fusionne avec Weed Eater dans les années 1970 puis elle est rachetée par la compagnie suédoise Electrolux plusieurs années plus tard[évasif]. En 2006, Electrolux fait de sa division Husqvarna AB une compagnie indépendante, qui détient la marque déposée Poulan. Le nom déposé Poulan est principalement utilisé pour des équipements motorisés tels que des tronçonneuses, tondeuses, génératrices, etc. 

## Dans la culture
La tronçonneuse dans le film Massacre à la tronçonneuse est une Poulan 306A.